# Наварревіска
Наварревіска (ісп. Navarrevisca) — муніципалітет в Іспанії, у складі автономної спільноти Кастилія-і-Леон, у провінції Авіла. Населення — 333 особи (2010).
Муніципалітет розташований на відстані близько 95 км на захід від Мадрида, 34 км на південь від Авіли.

## Демографія
Динаміка населення (INE ):